# Arlington Heights (Illinois)
Pour les articles homonymes, voir Arlington Heights et Arlington.
Arlington Heights est un village situé dans les comtés de Cook et Lake, en proche banlieue de Chicago, dans l’État de l’Illinois, aux États-Unis.

## Histoire
Arlington Heights est la localité la plus peuplée des États-Unis à avoir été incorporée en tant que village.

## Source
- (en) Cet article est partiellement ou en totalité issu de l’article de Wikipédia en anglais intitulé « Arlington Heights, Illinois » (voir la liste des auteurs).